# بينس زدوليك
بينس زدوليك (بالمجرية: Zdolik Bence)‏ مواليد 16 مايو 1992 في المجر، هو لاعب كرة يد مجري يلعب كظهير أيسر. مثل منتخب المجر لكرة اليد.

## سجل المنافسة
شارك في البطولات التالية:
- بطولة أوروبا لكرة اليد للرجال 2014